# Београдске новине (1915—1918)
Београдске новине су биле званични окупациони лист Аустроугарске војне управе у Србији током Првог светског рата. Као главни пропагандни орган, тежиште листа било је да окупацију и њену власт прикаже као добронамерне и у интересу српског становништва. Излазио је свакодневно, на немачком, српскохрватском и мађарском језику од 1915. до 1918. године, за време окупације Србије. 

## Историја
Новине су покренуте 15. децембра 1915. године, са уводником у првом броју:
| „ | „’Било у добар час!’ говоре људи када себи желе нешто добра. Лепа је то народна реч и она извире из срца, да говори к срцу. Ево освануше ове новине, ‘Београдске новине’, прве иза другога времена, па и за њих не знамо нашим читатељима бољи поздрав, лепшу реч, но ‘Било у добар час!’. У многим странама учио нас рат – овај реформатор света – да се морамо покорити промењеним приликама. Одсекао нас од света и једва за оно знадемо што се у нашој најбилижој оклолини догађа. Сами смо за себе били са нашим јадима и болима без знања о нашим пријатељима, о роду, жени, деци – о свему што нам је најближе и најмилије. Увиђајни ће читатељи разбрати, да је оснутак листа као зора која се испред дана промаља. Да је дата веза која из земље води у свет, а из света у земљу и народ, да га саветује, упућује и помаже. У то име кажемо, да било ‘У добар час!’“ | ” |

Нови аустроугарски војни гувернер Србије је 1916. године увео систем војног права који је дозвољавао штампање само једних новина. За време окупације употреба српског језика и српске ћирилице била је забрањена у јавном животу. Штампани материјали за становништво Србије били су искључиво на стандардизованом хрватском језику, односно латиничним писмом, ијекавским дијалектом са хрватском лексиком.
Новине су дистрибуиране на аустроугарским окупираним територијама на немачком, мађарском и српско-хрватском језику. Немачка верзија је такође била доступна широм Европе са циљем да покаже како су Аустрија и Немачка дошле у Србију као „носилац благостања, да је просветле“, док је српска верзија била да локално становништво верује да војна управа у Србији ради у њиховом интересу, за разлику од претходне српске династије Карађорђевића која их је на превару увела у рат.

## Значајни сарадници
За уредништво је био одговоран немачки комесар Вилхелм Ухер, а затим Хрват Јурица Оршић Славетићки; последње две године хрватски писац Милан Огризовин је био главни уредник.
Поред редовних рубрика и чланака првенствено новинара аустроугарских држављана, у листу су објављивани и прилози српских културних и јавних посленика. Међу српским ауторима били су су најпознатији:
- Бора Станковић
- Сима Пандуровић
- Исидора Секулић
- Милорад Петровић
- др Јован Јовановић
- Милутин Чекић
- Константин Перић
- ђакон Божидар Лукић
- Никола Марковић
- Живорад Вујић
- Коста Јездимировић
- Драгослав Стојановић
- Даринка Стојановић
- Зорка Каснар-Караџић

У случају Боре Станковића, он је почео прилоге новинама након пуштања из логора, на позив Огризовића, и писао је књижевне фељтоне од децембра 1916. до марта 1918. године. Аустријски писац Ото Алшер писао је књижевну колумну и анонимно ко-уређивао окупационе новине. 